# Корсунь (Донецкая область)
Ко́рсунь (укр. Ко́рсунь) — посёлок, входит в Енакиевский городской совет Донецкой области Украины. Находится под контролем самопровозглашённой Донецкой Народной Республики.

## География
Посёлок располагается вдоль реки Корсуни (исток которой находится в Калининском районе города Горловки).

#### Соседние населённые пункты по странам света
С: город Горловка, Фёдоровка (выше по течению Корсуни); Новосёловка (Енакиевский городской совет)
СЗ: Михайловка, Пятихатки
СВ: Старопетровское, Карло-Марксово
З: Пантелеймоновка
В: Щебёнка, Шапошниково, Авиловка, город Енакиево
ЮЗ: Рясное, Василевка
ЮВ: Верхняя Крынка (ниже по течению Корсуни; Енакиевский городской совет), Верхняя Крынка (Макеевский городской совет), Новосёловка (Макеевский городской совет), Новомарьевка
Ю: Петровское, Шевченко, Путепровод, Монахово 

## Население
Население по переписи 2001 года составляло 3 127 человек. Родным языком 59,35 % населения указали русский, 40,13 % — украинский.

## Общая информация
Почтовый индекс — 86499. Телефонный код — 6252. Код КОАТУУ — 1412046800.

## История
Поселение было образовано выходцами с Северных Балкан (православными валахами), по указу Екатерины II, которая стремилась заселить земли Дикого Поля.
Чуть севернее в 1867—1869 гг. была заложена железнодорожная станция «Корсунь», а рядом с ней был устроен Корсуньский рудник (копь) и посёлок, который позже стал именоваться Горловкой.
27 октября 1938 года Корсунь получила статус посёлка городского типа.

## Известные люди
В Корсуни родился микробиолог Василий Степанович Деркач.
Генерал-лейтенант авиации СССР Давид Яковлевич Слобожан.

## Местный совет
86499, Донецька обл., Єнакіївська міськрада, смт. Корсунь, вул. Вокзальна, 96, 3-20-62 (укр.)